# Bístrovka 2-ia
Bístrovka 2-ia (en rus: Быстровка 2-я) és un poble de l'óblast de Saràtov, a Rússia, segons el cens del 2010 tenia 79 habitants. Pertany al districte municipal de Petrovsk.